# 三葉網背盾介殼蟲
三葉網背盾介殼蟲（学名：Pseudaonidia trilobitiformis）为盾介殼蟲科網背盾介殼蟲屬下的一个种。